# Rhyncholus
Rhyncholus är ett släkte av skalbaggar. Rhyncholus ingår i familjen vivlar.
Kladogram enligt Catalogue of Life:
| Rhyncholus | \| \| Rhyncholus brevirostris \| \| \| \| \| \| Rhyncholus latinasus \| \| \| \| |
|            | \| \| Rhyncholus brevirostris \| \| \| \| \| \| Rhyncholus latinasus \| \| \| \| |
|            | Rhyncholus brevirostris                                                          |
|            |                                                                                  |
|            | Rhyncholus latinasus                                                             |
|            |                                                                                  |